# Лимоджес (Онтарио)
Лимоджес (современное произношение; исторически носил французское название Лимож) — небольшой муниципалитет (население в 2016 году: 2048) в округе Прескотт и Расселл примерно в 35 км к востоку от Оттавы. Восточный и северный районы муниципалитета расположены в городке The Nation, в то время как западная часть муниципалитета находится в городке Расселл.

## Транспорт
Лимож находится к северу от съезда 79 с Трансканадского шоссе 417. Деревня расположена между городами Кассельман и Амбрён, недалеко от леса Лароз.

## Экономика
В Лимоджесе находятся парк Калипсо (крупнейший тематический аквапарк Канады), мини-гольф Oasis и популярный кемпинг Киттава.
Также имеется медицинский центр с поликлиникой, стоматологическим кабинетом и аптекой.

## Отдых
Построенный в 2016 году, Limoges Tot Lot — это первый парк в муниципалитете, который доступен для детей любого возраста. Плитка с мягкой резиновой поверхностью, сделанная из переработанных шин, позволяет самым маленьким детям играть без ушибов.

## Ссылка
- Деревня Лимоджес
- Лимоджес и лес